# Серпниця (Нижньосілезьке воєводство)
Серпниця (пол. Sierpnica) — село в Польщі, у гміні Ґлушиця Валбжиського повіту Нижньосілезького воєводства.
Населення — 211 осіб (2011).
У 1975-1998 роках село належало до Валбжиського воєводства.

## Демографія
Демографічна структура станом на 31 березня 2011 року:
|          | Загалом | Допрацездатний вік | Працездатний вік | Постпрацездатний вік |
| -------- | ------- | ------------------ | ---------------- | -------------------- |
| Чоловіки | 100     | 19                 | 69               | 12                   |
| Жінки    | 111     | 25                 | 70               | 16                   |
| Разом    | 211     | 44                 | 139              | 28                   |